# Got to Dance
Got to Dance ist eine Tanz-Castingshow, die ursprünglich seit 2009 im Vereinigten Königreich ausgestrahlt wurde und inzwischen mehrere internationale Ableger hat.

## Internationale Version
| Land                   | Titel                       | Sender          | Staffel, Gewinner                             | Ausstrahlungszeitraum                  | Jury                                             | Moderation                                                         |
| ---------------------- | --------------------------- | --------------- | --------------------------------------------- | -------------------------------------- | ------------------------------------------------ | ------------------------------------------------------------------ |
| Deutschland            | Got to Dance                | ProSieben Sat.1 | Staffel 1: Daniel Schmuck und Veronika Obholz | 20. Juni bis 5. Juli 2013              | Palina Rojinski Nikeata Thompson Howard Donald   | Johanna Klum                                                       |
| Deutschland            | Got to Dance                | ProSieben Sat.1 | Staffel 2: Majid                              | 17. Juli bis 14. August 2014           | Palina Rojinski Nikeata Thompson Howard Donald   | Johanna Klum                                                       |
| Deutschland            | Got to Dance                | ProSieben       | Staffel 3: Duo Piti                           | 13. August bis 24. September 2015      | Palina Rojinski Marvin A. Smith Anton Zetterholm | Alexandra Maurer                                                   |
| Finnland               | Pakko Tanssia               | Yle TV2         | Staffel 1: New Style Busters                  | 2. März bis 4. Mai 2013                | Sami Saikkonen Saana Akiola Dennis Nylund        | Satu Tuomisto Jani Toivola                                         |
| Polen                  | Got to Dance – Tylko Taniec | Polsat          | Staffel 1: Dawid Ignaczak                     | 2. März bis 11. Mai 2012               | Maciej Dowbor Katarzyna Kępka                    | Joanna Liszowska Michał Malitowski Alan Andersz Krystyna Mazurówna |
| Polen                  | Got to Dance – Tylko Taniec | Polsat          | Staffel 2: Krzysztof Kozak                    | 7. September bis 9. November 2012      | Maciej Dowbor Katarzyna Kępka                    | Joanna Liszowska Michał Malitowski Alan Andersz Krystyna Mazurówna |
| Polen                  | Got to Dance – Tylko Taniec | Polsat          | Staffel 3: DzikiStyl Company                  | 1. März bis 3. Mai 2013                | Maciej Dowbor Anna Głogowska                     | Joanna Liszowska Michał Malitowski Alan Andersz Anna Jujka         |
| Polen                  | Got to Dance – Tylko Taniec | Polsat          | Staffel 4: Michał "Kaczorex" Kaczorowski      | 13. September bis 22. November 2013    | Maciej Dowbor Anna Głogowska                     | Joanna Liszowska Michał Malitowski Alan Andersz Anna Jujka         |
| Rumänien               |                             | Antena 1        | Staffel 1                                     | 2013                                   |                                                  |                                                                    |
| Vereinigtes Königreich | Got to Dance                | Sky1            | Staffel 1 Akai Osei                           | 20. Dezember 2009 bis 14. Februar 2010 | Ashley Banjo Adam Garcia Kimberly Wyatt          | Davina McCall                                                      |
| Vereinigtes Königreich | Got to Dance                | Sky1            | Staffel 2 Chris and Wes                       | 19. Dezember 2010 bis 27. Februar 2011 | Ashley Banjo Adam Garcia Kimberly Wyatt          | Davina McCall                                                      |
| Vereinigtes Königreich | Got to Dance                | Sky1            | Staffel 3 Prodijig                            | 18. Dezember 2011 bis 4. März 2012     | Ashley Banjo Adam Garcia Kimberly Wyatt          | Davina McCall                                                      |
| Vereinigtes Königreich | Got to Dance                | Sky1            | Staffel 4 Lukas McFarlane                     | 23. Dezember 2012 bis 17. März 2013    | Ashley Banjo Kimberly Wyatt Aston Merrygold      | Davina McCall                                                      |
| Vereinigte Staaten     | Live to Dance               | CBS             | Staffel 1 D’Angelo & Amanda                   | 4. Januar bis 9. Februar 2011          | Andrew Günsberg                                  | Paula Abdul Travis Payne Kimberly Wyatt                            |
| Vietnam                | Vũ Điệu Đam Mê              | VTV3            | Staffel 1                                     | 2013                                   |                                                  |                                                                    |